# Xylophanes butus
Xylophanes butus är en fjärilsart som beskrevs av Fabricius 1790. Xylophanes butus ingår i släktet Xylophanes och familjen svärmare. Inga underarter finns listade i Catalogue of Life.